# Liste der Kulturdenkmale in Lütau
In der Liste der Kulturdenkmale in Lütau sind alle Kulturdenkmale der schleswig-holsteinischen Gemeinde Lütau (Kreis Herzogtum Lauenburg) aufgelistet (Stand: 10. März 2025).

## Legende
In den Spalten befinden sich folgende Informationen:
- Objekt-ID: die Nummer des Kulturdenkmales
- Lage: die Adresse des Kulturdenkmales und die geographischen Koordinaten. Kartenansicht, um Koordinaten zu setzen. In der Kartenansicht sind Kulturdenkmale ohne Koordinaten mit einem roten Marker dargestellt und können in der Karte gesetzt werden. Kulturdenkmale ohne Bild sind mit einem blauen Marker gekennzeichnet, Kulturdenkmale mit Bild mit einem grünen Marker.
- Offizielle Bezeichnung: Bezeichnung des Kulturdenkmales
- Beschreibung: die Beschreibung des Kulturdenkmales
- Bild: ein Bild des Kulturdenkmales

## Sachgesamtheiten
| Objekt-ID      | Lage                                            | Offizielle Bezeichnung            | Beschreibung | Bild                             |
| -------------- | ----------------------------------------------- | --------------------------------- | --- | -------------------------------- |
| 35464          | Alte Salzstraße 29 (53° 26′ 9″ N, 10° 33′ 0″ O) | Hofanlage Alte Salzstraße 29      | Hofanlage Alte Salzstraße 29; ab 1726; historisches und regionaltypisches Ensemble bestehend aus Fachhallenhaus, Fachwerkscheune und aus Feldsteinen gemauerter Einfriedung - Begründung: geschichtlich, städtebaulich - Schutzumfang: Fachhallenhaus mit Einfriedung, Fachwerkscheune | BW                               |
| 40576 Wikidata | Redderallee (53° 26′ 8″ N, 10° 32′ 42″ O)       | Kirche St. Jacobus und St. Dionys | Aktualisierung vorgesehen - Begründung: geschichtlich, künstlerisch, städtebaulich, Kulturlandschaft prägend - Schutzumfang: Kirche St. Jacobus und St. Dionys mit Ausstattung, Kirchhof, Grabmale bis 1870, Feldsteinböschungsmauer, Lindenkranz                                      | weitere Fotos \| Fotos hochladen |

## Bauliche Anlagen
| Objekt-ID     | Lage                                            | Offizielle Bezeichnung                            | Beschreibung | Bild                             |
| ------------- | ----------------------------------------------- | ------------------------------------------------- | --- | -------------------------------- |
| 29            | Alte Salzstraße 29 (53° 26′ 9″ N, 10° 33′ 0″ O) | Fachhallenhaus                                    | Fachhallenhaus; ab 1726; ursprünglich reetgedecktes Fachhallenhaus mit Mauerwerksausfachung, der Wirtschaftsteil in den 1950er Jahren aufgemauert und durch einen Kuhlstallanbau ergänzt - Begründung: geschichtlich, städtebaulich - Schutzumfang: Fachhallenhaus, Einfriedung - Denkmaltyp: Bauliche Anlage, Sachgesamtheit: Hofanlage Alte Salzstraße 29 | BW                               |
| 23630         | Katthof 1 (53° 26′ 6″ N, 10° 32′ 55″ O)         | Wohn- und Wirtschaftsgebäude                      | Wohn- und Wirtschaftsgebäude; im Kern 19. Jh.; eingeschossiger Backsteinbau unter Schopfwalmdach, repräsentativer Eingangsrisalit mit Säulenportikus; mit Vorgarten und Einfriedung - Begründung: geschichtlich, Kulturlandschaft prägend - Schutzumfang: Wohn- und Wirtschaftsgebäude, Einfriedung, Vorgarten - Denkmaltyp: Bauliche Anlage | BW                               |
| 23492         | Redderallee 6 (53° 26′ 6″ N, 10° 32′ 34″ O)     | Pastorat                                          | Pastorat; 1856/57; eingeschossiger, langgestreckter Mauerwerksbau unter flachgeneigtem Satteldach, backsteinsichtige Fassaden mit gemauertem Bauschmuck in zeittypischer Formensprache - Begründung: geschichtlich, städtebaulich - Schutzumfang: gesamtes Objekt - Denkmaltyp: Bauliche Anlage | BW                               |
| 3380 Wikidata | Redderallee (53° 26′ 8″ N, 10° 32′ 41″ O)       | Kirche St. Jacobus und St. Dionys mit Ausstattung | Im späten 12. Jahrhundert wurden die Grundmauern des Kirchturms errichtet. Zu Beginn des 18. Jahrhunderts wurde über diesem Feldsteinturm ein Backsteinfachwerk platziert. Das Langhaus im spätklassizistischen Stil wurde in den Jahren 1845 und 1846 erbaut. Die Altarskulptur Christus am Kreuz stammt von dem Bildhauer Ernst Gottfried Vivié. Alteintragung (Aktualisierung vorgesehen) - Begründung: geschichtlich, künstlerisch, städtebaulich - Schutzumfang: gesamtes Objekt - Denkmaltyp: Bauliche Anlage, Sachgesamtheit: Kirche St. Jacobus und St. Dionys | weitere Fotos \| Fotos hochladen |

## Gründenkmale
| Objekt-ID      | Lage                                      | Offizielle Bezeichnung | Beschreibung | Bild |
| -------------- | ----------------------------------------- | ---------------------- | --- | ---- |
| 20703 Wikidata | Redderallee (53° 26′ 9″ N, 10° 32′ 40″ O) | Kirchhof               | Alteintragung (Aktualisierung vorgesehen) - Begründung: geschichtlich, Kulturlandschaft prägend - Schutzumfang: Kirchhof, Grabmale bis 1870, Feldsteinböschungsmauer, Lindenkranz - Denkmaltyp: Gründenkmal, Sachgesamtheit: Kirche St. Jacobus und St. Dionys | BW   |

## Quelle
- Liste der Kulturdenkmale in Schleswig-Holstein – Herzogtum Lauenburg (PDF)

- Karte mit allen Koordinaten:
- OSM |
- WikiMap